# Lemkechen Dorsa
I Lemkechen Dorsa sono una struttura geologica della superficie di Venere.